# Indigènes de la République
 (août 2021).
 (août 2021).
Indigènes de la République (IR) est le nom générique d'un appel, d'une association puis d'un mouvement politique apparus en 2005 en France, devenu parti politique, se définissant comme antiraciste et « décolonial ». Il considère que les discriminations raciales en France sont omniprésentes et structurelles car liées à son passé colonial.
Une partie des sources qualifie le Parti des indigènes de la République (PIR) d'antiféministe, antisémite, homophobe, identitaire, islamo-gauchiste, racialiste, raciste. Le PIR et sa porte-parole sont cependant défendus par des universitaires et des militants qui réfutent ces accusations dans plusieurs tribunes et articles.

## Appel des «Indigènes de la République»
Le mouvement se fait connaître en janvier 2005 par le lancement de l'« Appel pour les assises de l’anticolonialisme postcolonial : Nous sommes les Indigènes de la République ! », le texte se conclut par l'invitation à participer à une « Marche des indigènes de la République », le 8 mai — à l'occasion du 60e anniversaire du soulèvement de Sétif, dans le Constantinois algérien en 1945. L'association est créée officiellement en 2006.

Selon Jérémy Robine, qui a mené, en 2005, de longs entretiens avec les initiateurs de l'appel — dont les deux principaux : Houria Bouteldja (auteure de l'idée d'utiliser le mot « indigènes ») et Youssef Boussoumah ; 

« Au terme d’une première phase de recherches et de réflexion sur cet appel, il apparaît clairement, selon moi, que l’essentiel réside dans un discours sur et à la nation, avec l’esquisse des stratégies de pouvoir qui l’animent. Avec les émeutes dix mois plus tard, c’est bien l’image d’une fracture qui se dessine entre la nation et une partie d’elle-même, issue des anciennes colonies. »

 Pour l'auteur, le « continuum colonial » apparaît central dans l'analyse des causes de la discrimination contre laquelle les « indigènes » militent.
Le Parti communiste français note qu'une polémique se répand, « divisant partis et associations » et suscite des « échanges passionnés » parmi les antiracistes. Sur le thème de la mémoire de la colonisation, la sociologue Nadia Améri critique une « logique d'enfermement identitaire » : « Il est en effet temps de réhabiliter la mémoire de la colonisation, mais s'autoproclamer Indigènes de la république, c'est donner force et vigueur au vieux schéma colonial. Il faut mettre dans la tête des Français que nous sommes français ! » Tariq Ramadan signe l'appel un mois après sa publication, ce qui provoque une « levée de boucliers ». Clémentine Autain retire alors sa signature, en expliquant : « Pour le public, le texte est devenu celui de Ramadan. C'est regrettable mais il est hors de question de lui servir de caution ».
L'essayiste Caroline Fourest considère qu'il « suffisait de lire attentivement le texte de l'appel lui-même pour diagnostiquer tous les symptômes d'une initiative antiraciste victime de l'entrisme intégriste » ; elle affirme que « cet appel, lancé en pleine tempête médiatique contre Tariq Ramadan, a pour but de consolider les collaborations initiées au moment du débat sur le voile. Le texte même de l'appel largement diffusé par oumma.com, révèle une rhétorique à la fois essentialiste, victimaire, ghettoïsante et même intégriste ».
Selon le politologue Romain Bertrand — qui analyse la genèse du mouvement dans son article « La mise en cause(s) du "fait colonial" » —, le collectif des Indigènes est créé « à l’initiative de collectifs de lutte contre les discriminations issus du mouvement autonome de l’immigration, de mouvances pro-palestiniennes et de réseaux « anti-Françafrique » – notamment du Groupe de recherches activistes sur l’Afrique, du Collectif des musulmans de France et du Mouvement autonome de l’immigration du Nord ». Pour L'Obs, en 2007, l'appel a été « initié par le Collectif des musulmans de France, proche de Tariq Ramadan, et des associations communautaires et altermondialistes. »

## Manifeste à la suite du rapport dit favorable à la colonisation française

### Contexte de l’appel
Le texte est rédigé en réaction contre le mouvement de revalorisation de la colonisation française, que les auteurs de l'appel perçoivent à travers, par exemple, la création d'un musée du colonialisme présentant le colonialisme d'une façon favorable, et le vote par le Parlement français de la loi du 23 février 2005 prévoyant — dans le deuxième alinéa de son article 4 — que « Les programmes scolaires reconnaissent en particulier le rôle positif de la présence française outre-mer, notamment en Afrique du Nord, et accordent à l'histoire et aux sacrifices des combattants de l'armée française issus de ces territoires la place éminente à laquelle ils ont droit,. »
Nicolas Bancel et Pascal Blanchard considèrent que, malgré ses défauts, le texte des Indigènes « a le grand mérite de rappeler, fût-ce sur un mode provocateur, que la « culture coloniale » est toujours à l'œuvre en France aujourd'hui. Une évidence que beaucoup se refusent à reconnaître ». Pour eux, il est nécessaire, sans en appeler à la repentance, de retourner sur un passé colonial mal assumé et d'emprunter un « chemin, permettant le dialogue critique et la réflexion partagée ».

### Contenu de l’appel
L'appel dénonce les discriminations dont sont « victimes les minorités ethniques » en France et le traitement de l'histoire coloniale française, affirmant que :

« la France a été un État colonial […]. [Elle] reste un État colonial. »

Cet appel dénonce également la loi sur les signes religieux dans les écoles publiques françaises de 2004, qui pour les auteurs « fait partie d’une démarche colonialiste ».
Romain Bertrand note que le texte demande clairement à l'État : de reconnaître que vouloir commémorer « les exactions de son passé colonial » est le résultat d'une amnésie volontaire fautive ; et de traiter (ici et maintenant) le problème des « discriminations dont sont toujours victimes les descendants des populations colonisées. » Le chercheur remarque « le caractère de texte palimpseste de l’Appel : signé par des organisations militantes impliquées dans la défense de causes hétérogènes ».
Dans la revue Confluences Méditerranée, Judith Ezekiel note :

« Beaucoup d’intellectuels et historiens du colonialisme dénoncèrent la logique de ce manifeste et des laïcardes féministes exposèrent les liens avec des islamistes et antisémites de certains des premiers signataires. Elles mirent en lumière la faiblesse du manifeste sur le genre (et en effet, depuis, l’une des dirigeantes Indigènes qui se dit "féministe radicale" a affirmé que les femmes arabes ne peuvent se libérer qu’en montrant leur loyauté envers leurs hommes, et que "le voile est justement un de ces gages de loyauté"). »

Elle estime que la publication du manifeste « a marqué une transformation qualitative dans le débat sur la race et l'immigration en France », et elle note que « des milliers se précipitèrent pour signer, y compris beaucoup de femmes et de féministes "issues de l'immigration postcoloniale". Le manifeste […] a contribué à populariser le terme "postcolonial" et imposé la reconnaissance de la spécificité de l'immigration des anciennes colonies ».
Les sociologues Annick Madec et Numa Murard, qui ressentent « comme un énorme décalage entre ce que disent les « indigènes » et ce qu’on leur fait dire », estiment que l'appel « se propose de rassembler tous ceux qui prennent acte du nœud qui s’est fait dans les conditions sociales d’existence entre la question sociale, la question coloniale et la question des étrangers en général. », ajoutant « L’universalisme des Assises, au-delà de la formule provocatrice sur les Indigènes, c’est la revendication de l’égalité., ».

## Histoire et définition du mouvement

### Le «Mouvement des indigènes de la République»
Le mouvement s'est donné pour but de lutter contre toutes les discriminations de race, de sexe, de religion ou d’origine. Il estime qu’en France les discriminations raciales sont omniprésentes et structurelles car liées à son passé colonial.
Selon sa porte-parole, Houria Bouteldja : « Dans la naissance du mouvement des indigènes, il y a d’abord un contexte très très général : la place des immigrés, de l’immigration en France, la façon dont on en parle… C’est le résultat d’une vie en France, avec les campagnes électorales centrées sur la question de l’immigration de manière extrêmement péjorative, comment l’immigration est toujours utilisée à des fins électoralistes, pour « ressouder le corps social »… Le fait que les immigrés ne sont jamais des citoyens à part entière, le déni de citoyenneté depuis toujours… l’expérience d’une vie ». Il faut « rééduquer le reste de la société, la société occidentale » sur le passé colonial de la France et d’autres pays, et ses conséquences aujourd’hui.
Le mouvement souhaite « dénationaliser » l’histoire de France afin de la réinsérer dans l’histoire du monde, et redonner leur place aux histoires multiples de tous ceux qui vivent en France aujourd’hui.
Selon Jérémy Robine, le mouvement des indigènes participe à la rivalité pour le leadership sur les territoires des enfants de l’immigration
En 2016, Caroline Fourest le décrit comme un mouvement « radicalement antilaïque et pro-islamiste » soutenant le Hamas et des terroristes, qui fut signalé pour apologie du terrorisme en 2016.

### Anti-racisme politique et «décolonial»
Les Indigènes de la République affirment combattre le racisme institutionnel qui selon eux constituent les sociétés postcoloniales, non seulement présent dans l'extrême droite affirmant l'existence de races biologiques ou culturelles, mais aussi d'une partie de la gauche qui le nierait et permettrait ainsi de perpétuer la division raciale du monde.

## Vues sur la politique intérieure et extérieure française

### Politique française
Le Mouvement des indigènes de la République (MIR) se positionne contre la loi de mars 2004 interdisant le port des signes religieux ostensibles à l’école, considérant qu’il s’agit d’une pratique « néo-coloniale ».
En 2016, Alexandre Devecchio décrit l'insistance de Claude Bartolone en Île-de-France pour recruter sur ses listes aux élections régionales « des candidats proches des Indigènes de la République ».
Lors des élections municipales de 2020, le PIR soutient plusieurs candidats, parmi lesquels Hadama Traoré à Aulnay-sous-Bois ou Samy Debah à Garges-lès-Gonesse.

### Politique internationale
Le MIR se réclame du décolonialisme et de l'anti-impérialisme. Ils écrivent : « pour ce qui nous concerne, la lutte contre le racisme d’État, l’impérialisme et le sionisme demeurent notre priorité ».
Aussi, pour les Indigènes de la République, l'histoire coloniale de la France explique les discriminations dans la France contemporaine :

« la majorité des Français « descendants d’indigènes » sont issus de familles algériennes ; et, surtout, la violence conquérante, la brutalité du déni de l’Autre qui ont si longtemps marqué l’occupation française en Algérie – une « colonie de peuplement » sans équivalent, par sa durée et son ampleur, dans l’histoire de l’impérialisme occidental – ont profondément marqué l’histoire même de la République française, même si cette empreinte a été systématiquement occultée depuis l’avènement de la Ve République. »

#### Antisionisme et soutien au Hamas
Le mouvement dénonce « le caractère colonial » de l'État d'Israël. Appelant aux manifestations organisées en France en faveur des Palestiniens à la suite du déclenchement de la guerre de Gaza de 2008-2009, le mouvement a proclamé son soutien « au Hamas et [aux] autres forces de la résistance armée » du peuple palestinien.
Interrogé par Le Monde en juillet 2014, le politologue Marc Hecker explique :

« Lors des manifestations de 2008-2009, les Indigènes défilaient avec une grande banderole de soutien au Hamas et à la résistance armée. Le PIR est des organisations les plus virulentes à l’égard des autorités françaises. Il dresse en effet un parallèle entre la politique israélienne à l’égard des Palestiniens et la politique française à l’égard des "minorités visibles" en particulier dans les banlieues. Selon sa grille de lecture, arabes et noirs vivraient en France sous statut colonial. Le discours des Indigènes de la République pousse les immigrés de la deuxième et de la troisième génération à s’identifier aux Palestiniens. »

En octobre 2023, après l’attaque du Hamas contre Israël, le Parti des Indigènes publie sur Twitter : « Que la Résistance palestinienne qui mène son action avec détermination et confiance dans des conditions héroïques reçoive en ces heures terribles toute notre fraternité militante. La Palestine vaincra, et sa Victoire sera la nôtre. » Le message est accompagné d’un dessin de combattants du Hamas s’introduisant sur le territoire israélien en ULM. La prise de position suscite de nombreuses réactions indignées, notamment celle de Simone Rodan-Benzaquen, directrice de l’American Jewish Committee en France et en Europe. Cette dernière interpelle publiquement le gouvernement au sujet de ces propos en rappelant la peine encourue en France pour « apologie du terrorisme ».

## Transformation en parti politique
L'association annonce en 2008 viser à se transformer en parti politique, sous le nom Parti des Indigènes de la République (PIR). Houria Bouteldja affirme qu'il s'agira d'un parti « anti-impérialiste et antisioniste »,[source insuffisante]. À cette époque, il est, selon Christophe Cornevin du Figaro, « dans le collimateur des RG et de la justice » pour son « idéologie sulfureuse » et son « virulent repli communautariste ».
Le congrès fondateur du parti a lieu à la fin du mois de février 2010. En 2015, les évaluations extérieures approximatives et non confirmées par le P.I.R. parlent d'une fourchette entre quelques dizaines et une centaine de membres.
Selon Christophe Bourseiller, ce parti est alors structuré par des militants trotskistes du NPA et par des islamistes évoluant autour des Frères musulmans comme le Parti du respect anglais.
En octobre 2012, la porte-parole des Indigènes de la République Houria Bouteldja est aspergée de peinture à Paris par la Ligue de défense juive.
À l'occasion du dixième anniversaire de l'organisation « décoloniale », en présence d'Angela Davis, Houria Bouteldja centre l'action du P.I.R autour de la « lutte des races sociales ». Expliquant que « la race est une construction sociale », elle déclare « Le mot fait peur et pourtant il n’y a rien de plus banal. [la lutte des races sociales] structure notre quotidien ». Elle dénonce également le « philosémitisme d'État » qui est, selon elle, « une forme subtile et sophistiquée de l’antisémitisme de l’État-Nation », et qui se matérialiserait par un « traitement privilégié dont bénéficie la répression de l'antisémitisme par rapport aux autres racismes ».
Pour l'historien Gérard Noiriel, « en se définissant eux-mêmes avec le vocabulaire de ceux qui les stigmatisent, les porte-parole de ce type d’associations pérennisent le système de représentations qui les exclut ».
Le sociologue libertaire Philippe Corcuff, signataire de l'appel de janvier 2005, a émis une série de critiques en juillet 2015 sur les évolutions des Indigènes de la République, notamment la présence de préjugés coloniaux implicites et une vision traditionnelle du rapport entre les mouvements sociaux émancipateurs inspirée d'un marxisme traditionnel (une architecture hiérarchique autour d'un axe principal : dans leur cas le mouvement post-colonial, et non pas comme chez les marxistes le mouvement ouvrier).
Pour le militant laïc et féministe Naëm Bestandji, « leur objectif n'est pas de lutter contre le racisme. Il est de se servir des recherches universitaires, et d'investir l'université pour se donner une légitimité académique, afin de lutter contre la République et ses valeurs ». Les journalistes de L'Obs Carole Barjon et Sara Daniel notent pour leur part que le parti « bénéficie de relais complaisants dans les médias de gauche, et dans certains milieux universitaires, proches des gauches radicales », malgré le fait qu'il « ethnicise le débat » et qu'Houria Bouteldja affirme se situer en dehors du cadre républicain.
À l'inverse, dans une tribune publiée par Le Monde, plusieurs universitaires et militants (dont Ludivine Bantigny, Christine Delphy ou Judith Bernard) qualifient l'ouvrage de Houria Bouteldja, porte-parole du PIR, d'« appel criant à quitter nos entre-soi, à déserter nos cloisonnements et nos endiguements » et à produire « une histoire dénationalisée et déracialisée ». Ils affirment que « Dans le livre d’Houria Bouteldja, « Vers une politique de l’amour révolutionnaire » n’est pas un sous-titre de coquetterie ni une lubie d’éditeur : c’est un appel criant à quitter nos entre-soi, à déserter nos cloisonnements et nos endiguements ».

## Positions et controverses

### Violences policières
D'après Mathieu Rigouste, Les Indigènes de la République militent contre la violence policière[source insuffisante].
Le collectif s'associe à la Marche de la dignité d'octobre 2015 ; officiellement organisée contre les violences policières, elle servit en réalité en grande part à la dénonciation de l'islamophobie et au soutien de la cause palestinienne,.
En 2017, le PIR participe à la Marche pour la justice et la dignité, un rassemblement qui appelle à « manifester, contre le racisme et l’impunité des forces de l’ordre ». « On n’a pas le droit de confisquer la parole aux vrais acteurs de terrain », tempête Samir Baaloudj, ex-militant du Mouvement de l'immigration et des banlieues (MIB). « Certaines organisations, comme le PIR, instrumentalisent cette marche afin de devenir porte-parole des quartiers populaires. Alors qu’ils n’y mettent jamais les pieds ! ».

### Rapport au féminisme
Marie-Carmen Garcia étudie le positionnement du Collectif féministe du Mouvement des Indigènes de la République, par rapport à celui de Ni Putes Ni Soumises, organisation fondée par Fadela Amara. Selon cette sociologue, les femmes du Collectif féministe du MIR « mènent leur combat féministe « à l’intérieur » de leur « communauté », mais elles font front avec « leurs hommes » en dehors de celle-ci ». « Cette attention accordée à la condition des hommes de leur groupe, estime Marie-Carmen Garcia, est significative d’« un féminisme aux prises avec la question posée par l’intersection de plusieurs rapports de pouvoir ». Au contraire, Ni Putes Ni Soumises demande l'intervention de l'État français contre les comportements sexistes dans les cités.
Thierry Schaffauser résume ainsi la position de Houria Bouteldja :

« Oui, elle reconnait le sexisme et l’homophobie qui existent dans la communauté indigène (arabe en particulier), et non elle ne les excuse pas, ni ne les passe sous silence. Elle en fait une analyse politique.
Elle explique par exemple que cette homophobie et ce sexisme sont également les produits du racisme et de la compétition entre le virilisme blanc et celui indigène.
C’est la même analyse que font plusieurs théoriciennes féministes travaillant sur le genre, qui cherchent à prendre en compte la classe et la race dans leurs travaux. »

Selon Bernard Maro, le PIR soutient le machisme et le sexisme religieux, citant Houria Bouteldja :

« Cela fait partie des pressions que les hommes indigènes font peser sur les femmes. C'est normal, puisque l'idéologie coloniale les fait passer pour des sauvages. Mais cela offre une perspective décoloniale pleine d'ambivalences. Ce que je veux dire c'est que les femmes répondent aussi à ce malaise lorsqu'elles se "réislamisent" : pas la peine d'aller chercher les femmes au bled puisqu'on est là. Vous dites qu'on est occidentalisées mais pas du tout. »

### Racisme
En 2008, ce mouvement est accusé par Bénédicte Charles, de l’hebdomadaire Marianne, de racisme antiblanc, à la suite de son appel à la formation d’un parti politique que la journaliste qualifie de parti anti-« souchiens » — souchiens étant considéré par elle comme un jeu de mots avec « sous-chiens ». Lors de l’émission Ce soir (ou jamais !) sur France 3, Houria Bouteldja a utilisé le terme « souchien » pour désigner les Français blancs, provoquant une polémique. Les Indigènes se sont défendus sur Internet en affirmant qu’il s’agissait d’une formule de dérision. L’accusation est réitérée en 2009 par Alain Finkielkraut. Poursuivie par l'association d'extrême droite AGRIF pour injure à caractère raciste, la porte-parole est relaxée en première instance et en appel.
En 2016, au cours d'un débat dans l'émission Ce soir (ou jamais !), le politologue Thomas Guénolé interpelle Houria Bouteldja, également invitée, en déclarant : « Il y a une partie de l’antiracisme, et cela me fait beaucoup de peine de dire cela, qui est devenue raciste. Je parle de vous Madame Bouteldja ». Citant à l'antenne des propos et écrits de cette dernière sur les Juifs, les Blancs, les femmes, les couples mixtes et les homosexuels, il l'accuse d'être raciste, misogyne et homophobe. Entre autres points, citant Bouteldja selon qui « l'idéologie selon laquelle les couples mixtes, la rencontre entre deux cultures c'est beau, c'est pourri », Guénolé commente : « Donc les noirs avec les noirs, les Arabes avec les Arabes, les blancs avec les blancs. D'un point de vue technique, pour suivre votre idée, il faudrait faire des lois raciales ». Houria Bouteldja avait déclaré, en avril 2015, qu'elle ne comprenait pas ce qu'était le « métissage » en tant que projet politique ou social :

« L’idéologie selon laquelle les couples mixtes, la rencontre entre deux cultures, c’est beau est vraiment pourrie. Si on parle dans l’absolu, il n’y [sic] pas de raison de ne pas adhérer à ça. Sauf qu’il y a des rapports de domination entre les cultures. Entre l’Algérie et la France, le contentieux historique est trop fort et le rapport de domination traverse ces couples mixtes et leurs enfants. Est-ce qu’il sera plutôt musulman ou plutôt français ? Est-ce qu’il va manger du porc ou pas ? Dans quelle culture on va les élever ? Il y a des processus de soumission de l’un à l’autre qui vont se mettre en place. Tu vas avoir ceux qui vont surinvestir le religieux ou ceux qui vont surinvestir la blanchité. »

À la question « chacun devrait donc épouser à l’intérieur de son groupe ? », elle répond non. Pour elle, « la mixité ou la non mixité ne sont pas des projets en soi. Mais les couples mixtes ne peuvent généralement pas échapper aux pesanteurs historiques et sociales qui sont, de fait, raciales ».
Selon la journaliste Eugénie Bastié, c'est un « groupuscule prônant ouvertement le racisme antiblanc ».
En réaction à ces polémiques, Éric Hazan, directeur des éditions La Fabrique qui ont publié l'ouvrage, écrit dans Lundimatin :

« Pourquoi Houria, qui n’est pas la seule à dénoncer le racisme « décomplexé » qui sévit actuellement en France, est elle une cible privilégiée ? La réponse me semble claire : c’est une femme, elle a un maintien noble et fier, elle s’exprime avec tranchant, et en plus elle est arabe. C’est trop. Elle ne se tient pas à la place qui lui revient, elle bouscule la hiérarchie des rapports sociaux, bref, elle exagère. L’équipe de la Fabrique, qui a édité le livre d’Houria, la soutient et la défendra contre les attaques de ceux qui sont tout autant nos ennemis que les siens. La libre expression en France ? »

Dans une tribune publiée par Marianne, Fatiha Boudjahlat (secrétaire nationale du Mouvement républicain et citoyen à l'éducation) critique à la fois Edwy Plenel, le parti des Indigènes de la République, le CCIF, et les identitaires…, auxquels elle reproche « dans l'affaire du burkini comme dans tant d'autres », d'avoir une obsession : « faire rendre gorge à l'arrogante République française ». Pour elle, il s'agit là de « nouveaux racistes », mot qu'elle définit comme « celui qui interdit de penser en dehors de son épiderme et de la communauté ethnique dans laquelle il assigne l'autre à résidence ».
Pour Nicolas Lebourg, le mouvement des indigènes a profité de « la sympathie d'une part de la gauche radicale […] au nom de l'intersectionnalité et de la convergence des luttes », pourtant le PIR, fondé plus tard, « récuse ce principe au nom de la pure autonomie des Indigènes et de leur rejet de l'universalisme », pour admettre l'organisation communautaire si « celle-ci se revendique d'une communauté racialement opprimée ». Selon lui, certains des éléments avancés par le parti des indigènes « correspondent assez bien aux dispositions prônées par le Front européen de libération qui, dans les années 1990, regroupait les structures néodroitières et nationalistes-révolutionnaires d'Europe ».

### Racialisme et antisémitisme
La fédération des Landes du MRAP écrit :

« Leur dérive raciale n’a plus rien à voir avec la lutte contre le racisme, ils ne feront illusion qu’auprès des naïfs ou faux naïfs complices […] On savait que leur dénonciation formelle de l’antisémitisme n’était qu’un paravent derrière lequel Houria Boutedlja, la leader des "indigènes" vantait l’esprit de "résistance" de Dieudonné, humoriste antisémite. »

Pour Céline Pina, « l'attitude de la gauche française envers cette mouvance clairement anti-française, anti-laïque, anti-féminisme, antisémite pose la même question : Naïveté ou clientélisme ? Déni ou calcul ? »
Le politologue Laurent Bouvet présente le PIR comme

« un mouvement à la fois groupusculaire et très radical qui prétend défendre toute personne ("indigène") issue de l'immigration et venant d'un pays colonisé par la France dans le passé. Ces "indigènes" étant traités comme au temps de la colonisation dans le cadre de leur immigration et de leur installation en France : racisme, "islamophobie", discriminations en tous genres… La dimension sociale est parfois mise en avant, comme c'est le cas dans le dernier livre d'Houria Bouteldja, pour expliquer que les situations de chômage ou de précarité vécues par les descendants d'immigrés sont avant tout dues à leur origine. Bien évidemment, la "doctrine" du PIR conduit à une essentialisation identitaire tant des victimes dominées, que des bourreaux dominants. Chacun appartenant, en raison simplement de son origine, à tel ou tel groupe. Sans aucune possibilité d'en sortir. Ainsi, les soutiens de H. Bouteldja dans Libération écrivent-ils en défense de celle-ci : "Houria Bouteldja évoque ses propres déchirements comme indigène et Blanche ou, plus précisément, "blanchie"". Pour le dire autrement, ces gens sont obsédés par la race, par l'origine. Ils ne voient et conçoivent l'individu qu'au travers de ce prisme. »

Dans Les Nouveaux Rouges-bruns : le racisme qui vient (2014), l'anthropologue Jean-Loup Amselle parle d'avènement d'une nouvelle société raciale, et relève une dérive de la pensée postcoloniale :

« Nous sommes entrés depuis quelque temps, en France, dans une nouvelle ère, celle d’une société raciale, où la race vaut pour le social. Les conflits qui traversent la société ne sont plus appréhendés en termes de classes mais dans une perspective ethnique. Une tendance lourde où les Indigènes de la République rejoignent paradoxalement le Front national, et Farida Belghoul, la militante anti-genre, Dieudonné ou Alain Soral. Une tendance alimentée par le traitement médiatique de la question sociale, qui procède par généralisations, comme dans les reportages sur les banlieues où les individus sont constamment référés à un « groupe » et jamais envisagés comme tels. Dans ce contexte d’ensemble, le phénomène des transfuges passant de l’extrême gauche à la droite extrême s’explique aisément. Il s’opère sur fond d’un relativisme généralisé qui mine le socle de l’universalité des valeurs d’égalité de genre ou de droits humains et les repères que cette universalité offre à l’analyse politique. Ce relativisme puise ses arguments et sa rhétorique à la pensée postcoloniale qui a détrôné l’Occident de sa position de surplomb, ce qui est une bonne chose, mais a entraîné comme on peut le voir des effets pervers. »

Le directeur de recherche au CNRS Bernard Maro classe également le parti des Indigènes de la République parmi les « racialistes », notant « les mêmes obsessions identitaires qu'à l'extrême droite » : pureté de la race avec une opposition aux mariages mixtes et au métissage, anti-universalisme avec un refus de la convergence des luttes (féminisme, anticapitalisme, LGBT), soutien au machisme et sexisme religieux, homophobie, religion « d'origine » en tant que ciment commun au groupe, l'islam étant une libération, distinguer les Français des musulmans, antisémitisme au nom d'un anti-sionisme radical.
Bernard Maro appuie l'accusation d'antisémitisme. Dans la Marche de la dignité et contre le racisme du PIR, il note que l'appel, citant plusieurs formes de discriminations, ne mentionne pas l'antisémitisme, pourtant « le seul racisme qui tue régulièrement dans notre pays depuis plusieurs années, y compris des enfants ». Il cite également le PIR :

« d'un côté, les indigènes sociaux qui sont très sensibles, par exemple, aux questions relatives à Dieudonné, que certains voient comme un héros, un résistant ; de l'autre, nous avons construit un système d'alliances avec certains milieux de gauche pour qui Dieudonné est un fasciste. Quand nous devons sacrifier l'un de ces pôles, c'est celui des blancs que nous sacrifions » ; « Il est temps d'en finir avec tous les visages du racisme républicain dont l'islamophobie, la négrophobie, la rromophobie et cet étrange philosémitisme » ; « Les juifs sont les boucliers, les tirailleurs de la politique impérialiste française et de sa politique islamophobe. »

À l'inverse, dans Le Monde, un collectif d'universitaires et de militants défend Houria Bouteldja et le PIR face aux accusations. Ils ne voient aucun racialisme dans les textes du PIR et de sa porte-parole, et écrivent

« Ce n’est certainement pas là une substitution de la question raciale à la question sociale : c’est un croisement, une intersection comme le disent les sciences sociales. Aucune lutte n’est secondaire : le front uni est nécessaire. Il passe par la reconnaissance de toutes les oppressions. (…) Une telle pensée, qui travaille les catégories existantes pour mieux s’en échapper, est en avance sur son temps, décalée dans son époque. Elle dérange, choque, indigne qui veut lire trop vite et condamner sans procès. Ce ne sera pas la première fois qu’une telle discordance des temps est à l’œuvre : les révolutionnaires, les marxistes, les libertaires, les féministes l’ont toutes et tous éprouvée. Ce combat revient à se délester de nos catégories ; il commence par une prise de conscience. Notre émancipation est à ce prix. »

Océan Rose Marie, réfute aussi dans Libération toute accusation d'antisémitisme contre Houria Bouteldja, et écrit : « Antisioniste, Houria Bouteldja l’est sans ambiguïté. Et, c’est à travers cet engagement qu’elle déconstruit la question de l’antisémitisme. Elle la développe par une argumentation stimulante et enfin déprise d’européocentrisme. Elle interroge l’extermination des Juifs d’Europe et son instrumentalisation par le projet sioniste depuis le monde colonisé. Car la violence rationalisée et industrialisée envers une catégorie de population, c’est bien une invention du colonialisme européen. Et, oui, il y a, en France, un monde colonisé, dont les Juifs ont été historiquement (et encore aujourd’hui sous des formes renouvelées) les victimes ».

### «Islamo-gauchisme»
En 2008, l'appel « Nous, les Indigènes de la République » est perçu par Pierre-André Taguieff comme issu des milieux parfois qualifiés d'« islamo-gauchistes ».
En 2010, Leyla Arslann écrit — dans un ouvrage tiré de sa thèse de doctorat — que les « très polémiques » Indigènes de la République sont qualifiés d'« islamo-gauchistes » et « se comportent comme de vrais entrepreneurs identitaires sans pour autant constituer de mouvement de masse ».
En 2015, Bernard Godard classe le militantisme identitaire musulman du parti des indigènes de la République dans le dit « islamo-gauchisme ».
En 2016 (comme en 2008), Pierre-André Taguieff qualifie le parti des Indigènes de la République d'« islamo-gauchiste », considérant qu'il n'a qu'une mince différence avec les islamo-fascistes.
Pour le politologue et sociologue Gilles Kepel, les Indigènes de la République appartiennent à la « mouvance islamo-gauchiste » dénoncée par Manuel Valls.

### Homosexualité
Pour Houria Bouteldja, porte-parole du mouvement, sans être une tare, « le mode de vie homosexuel n’existe pas dans les quartiers populaires ». Dans un droit de réponse à l'article la mettant en cause, elle rappelle ses propos sur le sujet, tenus le 6 novembre 2012 dans l'émission télévisée Ce soir (ou jamais !) de Frédéric Taddeï : « Je ne crois pas à l’universalité de l’identité politique homosexuelle. Je fais la distinction entre le fait qu’il peut y avoir des pratiques homosexuelles effectivement dans les quartiers ou ailleurs mais que ça ne se manifeste pas par une revendication identitaire politique ».
En 2016, le travailleur du sexe et militant EELV Thierry Schaffauser a publié dans le magazine d'actualité LGBT Yagg un article intitulé « Les indigènes de la république sont nos amiEs ». Selon lui, le livre d'Houria Bouteldja n'est pas homophobe : « Oui, elle reconnaît le sexisme et l’homophobie qui existent dans la communauté indigène (arabe en particulier), et non elle ne les excuse pas, ni ne les passe sous silence. Elle en fait une analyse politique. » Il considère que Bouteldja adopte une analyse intersectionnelle utile sur la question, qui pourrait aider les personnes queers de couleur, dont la double identité les rend « toujours coincées aujourd’hui entre deux étaux ».
En 2016, à la suite de cette polémique, Mariem Guellouz s'interrogeait dans un article sur « la limite entre un point de vue constructionniste et un propos homophobe ». Elle conclut que les propos des activistes du PIR participent à « cliver les minorités » sans tenir compte de la déterritorialisation des luttes LGBT internationales et nient la capacité, l'autonomie et l'indépendance des homosexuels arabes à agir sans paternalisme occidental extérieur.
En 2017, la psychanalyste Sabine Prokhoris consacre des passages de son livre (Au bon plaisir des « docteurs graves ») à critiquer la logique théorique des propos d'Houria Bouteldja, qu'elle rapproche des travaux de Judith Butler,.
En 2017, pour Pascal Bruckner, le PIR est « un groupuscule identitaire, antiféministe, antisioniste et homophobe ».
Interrogée, en avril 2017 par Marie-Louise Arsenault (Radio-Canada), sur les accusations d'homophobie et sur le féminisme, Houria Bouteldja déclare :

« Moi ce que j'ai dit, c'est une tout autre idée qui est que les identités politiques LGBT n'étaient pas universelles, alors ça n'a rien à voir avec l'homosexualité qui elle effectivement existe partout, mais la politisation de la sexualité n'existe pas partout […] il y a l'idée très eurocentrique qui consiste à considérer que l'expérience des européens est universelle […] quand on est décoloniaux, on refuse de croire à l'universalité de l'expérience des pays occidentaux, c'est-à-dire les expériences sociales […] le féminisme c'est exactement pareil. »

Pour le directeur de recherche au CNRS Bernard Maro, ce refus de convergence des luttes avec l'universalisme LGBT est de l'homophobie, citant notamment le PIR :

« Parce que derrière la convergence, il y a un présupposé universaliste, lui-même fondé sur l'idée qu'il y aurait des oppressions universelles et qu'il faut donc s'en émanciper. […] Pour le PIR, l'homosexualité serait une invention occidentale imposée à l'Afrique et au Maghreb » via, selon le PIR, un « impérialisme des modes de vie. »

En 2019, Christine Delphy déclare ne plus participer aux Indigènes de la république en raison de prises de position sur l'homosexualité qu'elle a « trouvé très dérangeantes ».

### Extrême droite
Sur le site Atlantico, l'essayiste Hugues Serraf écrit (en mai 2016) que la cartographie de l'extrême droite dressée par La Horde — et répertoriant les mouvances « spécialisées dans le racisme basique, l'antisémitisme, le sexisme, l'homophobie, l'identitarisme, l'ultra-nationalisme ou l'intégrisme religieux. » —, devrait faire « une petite place [au PIR] (pile au milieu, ça collerait bien) lors de sa prochaine mise à jour ».
Clément Ghys, journaliste à Libération, écrit à propos de l'essai d'Houria Bouteldja, les Blancs, les Juifs et Nous (La Fabrique, mars 2016), qu'« elle fait sienne la rhétorique de l’extrême droite, qui fait de la France une contrée virginale, blanche, et chrétienne ».
Bernard Maro, prenant comme exemple un extrait du texte des Indigènes de la République intitulé La race existe (« les gauches du monde occidental persistent à nier l'existence des races sociales au nom de l'inexistence des races biologiques, de l'universalisme et du "plus jamais ça !" né de la conscience du génocide des Juifs. Ce déni ne fait que précipiter l'inéluctable rupture qui aura lieu entre les couches populaires non blanches et le reste de la société car la race existe. Elle structure nos sociétés depuis le fait colonial et se poursuit aujourd'hui comme le prouvent les discriminations raciales et leur ampleur sur le territoire français »), considère que le PIR devient, en participant à la diffusion d'une parole racialiste, un allié « d'idéologues de la droite dure et de l'extrême droite [pour lesquels] la dissémination et la justification de la parole racialiste est une étape nécessaire pour pouvoir mettre en place une politique ouvertement raciste dans l'avenir ». Pour Bruno Rieth, le projet du PIR est « un projet de société dont l'extrême droite la plus radicale ne rougirait pas ».
Houria Bouteldja affirme cependant, à propos du programme du PIR : « Ce n’est pas un nouvel esprit de revanche, mais une volonté de transformer le monde pour s’y sentir bien », puis : « Si l’on est clairement antiraciste et qu’on s’inquiète de la montée de l’extrême droite qui va viser prioritairement les populations des quartiers et qu’on s’inquiète du sort des Juifs devenus cibles de groupes terroristes, il faut avoir le courage de s’attaquer aux formes actuelles du racisme d’État : islamophobie, négrophobie et rromophobie et s’attaquer au philosémitisme d’État qui est une forme subtile et sophistiquée de l’antisémitisme de l’État-Nation ».
Pour L'Express, « Houria Bouteldja […], en substituant la “lutte de race” à la "lutte de classe", se place involontairement dans les pas des théoriciens racistes de la fin du XIXe siècle […] et exprime une vision des rapports sociaux qui rappelle la partie raciste de l'extrême droite de l'entre-deux-guerres ». Selon Pascal Bruckner, elle va « d'une protestation anticoloniale classique à un discours raciste et prosélyte au point de devenir un Ku Klux Klan islamiste ».
Tristan Garcia considère quant à lui que les positions de l'ouvrage de Bouteldja utilisent la race comme « catégorie stratégique » et que, comme toute pensée décoloniale radicale, ses positions hésitent entre une réappropriation stratégique des divisions raciales et une « sorte d'épistémologie racialiste non blanche ».

### Endogamie et métissage
Dans un entretien réalisé pour Vacarme, Houria Bouteldja déclare : « La perspective décoloniale, c’est s’autoriser à se marier avec quelqu’un de sa communauté. Rompre la fascination du mariage avec quelqu’un de la communauté blanche », et à la question « chacun devrait donc épouser à l’intérieur de son groupe ? », elle répond : « Non, la mixité ou la non mixité ne sont pas des projets en soi. Mais les couples mixtes ne peuvent généralement pas échapper aux pesanteurs historiques et sociales qui sont, de fait, raciales ».
Selon les auteurs de l'ouvrage Vers la guerre des identités ?, le P.I.R « prône l'absence de métissage avec les Blancs et, a minima, en cas de mariage interethnique, la conversion du Blanc à l'islam ».
Le préfet Didier Leschi, ancien chef du bureau central des cultes, estime, dans Misère(s) de l'islam de France, que Houria Bouteldja « revendique son dégoût du métissage, rejoignant par-là l’extrême droite racialiste ».
Le directeur de recherche au CNRS Bernard Maro décrit la position du PIR comme prônant une « pureté de la race avec une opposition aux mariages mixtes et au métissage » et, toujours selon lui, « les Français de culture musulmane sont des traîtres » (par exemple Sophia Aram) pour le PIR, qui considère qu'il n'y a que deux possibilités : être musulman ou être français.

### Charlie Hebdo
En 2011, Youssef Boussoumah membre dirigeant du PIR, accuse Charlie Hebdo d'être « sioniste et ami des puissants » et Houria Bouteldja critique dans un texte en compagnie d'autres personnalités les manifestations de soutien au journal après l’incendie criminel de ses locaux.
À la suite de l'attentat contre Charlie Hebdo, Jeannette Bougrab accuse les Indigènes de la République qui ont taxé le journal d'« islamophobie » de porter « une responsabilité évidente » dans ces événements. Régis Soubrouillard dans Marianne rappelle que ceux-ci qualifiaient « régulièrement le journal d'islamophobe ». Le PIR a cependant condamné l'attentat de Charlie Hebdo le jour même.
Quelques jours plus tard, tout en réitérant leur condamnation, les Indigènes de la République refusent de participer à la manifestation du 11 janvier 2015, l'expliquant ainsi :

« Pour notre part, nous ne participerons pas à la manifestation de dimanche 11 janvier car nous ne répondons à aucune convocation et ne marchons pas derrière les agents de la contre-révolution coloniale, fauteurs de désordre social et politique parmi lesquels la chancelière allemande, Angela Merkel, le président ukrainien, Petro Porochenko, ami des néo-nazis de son pays, le criminel Netanyahou, représentant de l’État sioniste et … Jens Stoltenberg, secrétaire général de l’OTAN. »

En 2015, le parti porte plainte pour diffamation contre le philosophe Pascal Bruckner qui a qualifié de « collabos » de l'islamisme Les Indivisibles et les Indigènes de la République et les a accusé d'avoir « justifié idéologiquement la mort des journalistes de Charlie Hebdo ». L'audience a lieu le 1er décembre 2016 et la défense (et ses témoins) « a reconnu l'existence d'un racisme ou d'une xénophobie visant des minorités », les intervenants ont d'abord clamé leur liberté de pouvoir critiquer toutes les religions, l'islam compris, sans pour autant être considérés comme des « islamophobes ». Un terme que tous ont récusé, y voyant un instrument d'intimidation infamant, sinon « une escroquerie intellectuelle ». Le 17 janvier 2017, les deux associations plaignantes sont déboutées de leurs demandes. Laurent Bouvet réagit à cette décision de justice lors d'une interview et déclare : « Cette décision est importante. D'abord, en effet, parce qu'elle est une victoire de la liberté d'expression. Une liberté d'expression de tous ceux qui refusent de se laisser intimider par les entrepreneurs identitaires, comme les Indivisibles ou le PIR, qui utilisent tous les moyens possibles (des réseaux sociaux à la justice) pour faire progresser leur vision communautariste et séparatiste sur une base ethno-raciale dans la société française ». Et il note à la suite de Bruckner, « la continuité idéologique entre les formes les plus violentes, terroristes et djihadistes, et les formes les plus anodines de la dérive islamiste ou de l'islam politique ».

### Accusation d'appel à la violence contre les ex-musulmans
Laure Daussy, journaliste de Charlie Hebdo, écrit : « Nadia El Fani a été soutenue en France, mais elle a dû faire face à un autre ennemi des athées, surtout lorsque ce sont des "ex-musulmans" : des membres des Indigènes de la République avaient appelé à "lui casser la gueule". On n’en est pas encore à l’appel au meurtre comme au Bangladesh, mais le cœur y est ».